# Ressalt

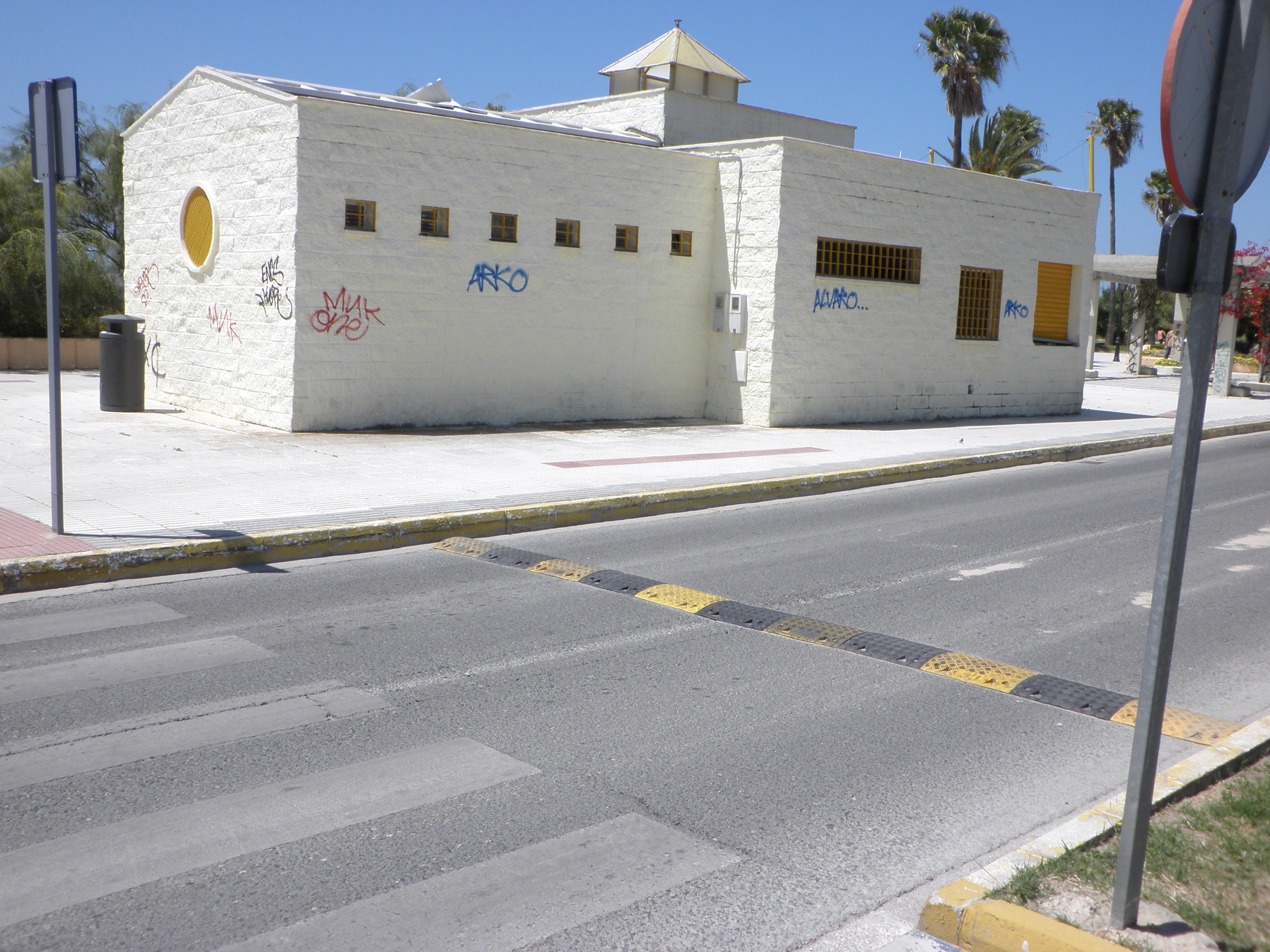
Ressalt en tots dos sentits. Un d'ells després d'haver passat el pas de vianants.

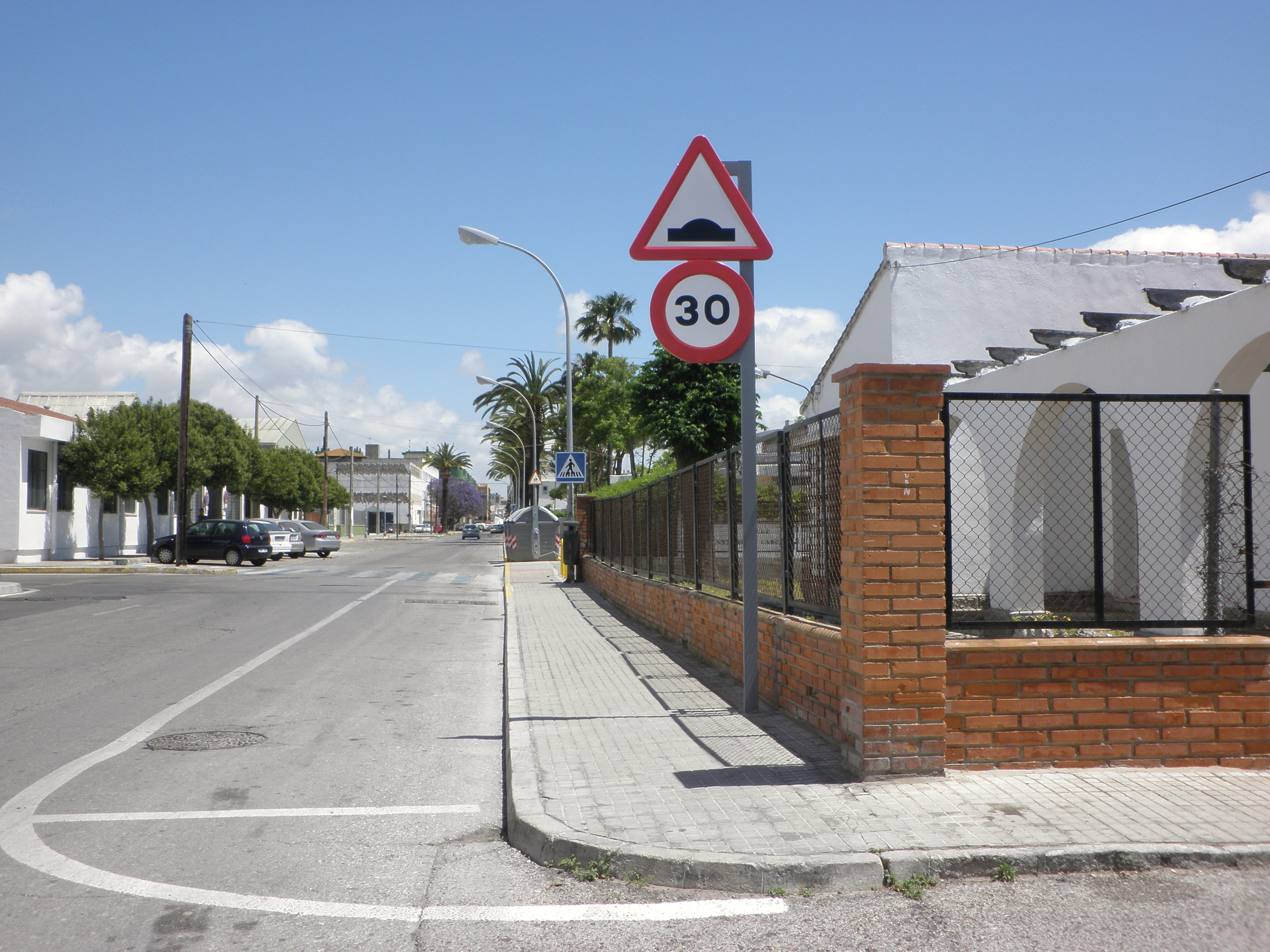
Avís de proximitat d'un ressalt o cavalló.

Un ressalt o cavalló, també conegut com a banda reductora de velocitat, és un element que s'instal·la a les vies públiques per a intentar obligar els vehicles a reduir la velocitat per a no superar una determinada limitació. Es tracta d'una variació sobtada del ferm pavimentat. Generalment, pel perill que suposa, se n'avisa abans amb un senyal de trànsit acompanyat per una limitació de velocitat que desapareix després del perill anunciat. Normalment s'instal·la per la necessitat de reduir la velocitat del trànsit en un sentit de circulació concret per molts motius: zones de vianants, zones residencials amb limitacions de velocitat, escoles o centres de gran afluència de vianants. Sovint el mateix pas de vianants és un ressalt.

## Ús tradicional del mot cavalló
El mot fa referència un munt de terra o a la part més alta d'una teulada, entre altres usos.